# Йегер, Отто
Отто Йегер (Otto Jäger; 10 октября 1828 — 17 августа 1912, Кирхберг-на-Ягсте) — немецкий педагог и писатель о физической культуре (гимнастике), брат натуралиста Густава Йегера и сын Карла Фридрица Йегера, известного своими исследованиями по истории городов Ульма, Хайльбронна, дома Фуггера и т. д.
В гимнастике Йегер прежде всего видел надежное средство для подготовки будущих хороших солдат; наибольшее внимание его гимнастическая система (принятая повсеместно в Вюртемберге) обращает на марширование, бег, прыжки, борьбу и т. п.
Систематично изложены его взгляды в «Turnschule für die deutsche Jugend » (Лейпциг, 1864) и «Neue Turnschule» (2 изд., Штуттг., 1883). Им издана также масса небольших брошюр, написанных своеобразным, становящимся все более трудным для понимания языком, в которых он выступает сторонником «согласного природе» закаляющего воспитания, стоит за «стоячую работу» (Steharbeit) и «ходячие развлечения» (Gangerholung).